# 邁阿密-戴德運輸
邁阿密-戴德運輸（英語：Miami-Dade Transit，縮寫MDT）是美國佛羅里達州邁阿密和大邁阿密-戴德縣的一個初級公共交通管理局。這是佛羅里達州最大的交通系統，亦是美國第十五大的交通系統。

## 外部連結
- 维基共享资源上的相關多媒體資源：邁阿密-戴德運輸
- Miami-Dade Transit （页面存档备份，存于）
- Citizens' Independent Transportation Trust （页面存档备份，存于）
- APTA ridership information